# О’Лири, Генри Джозеф
Генри Джозеф О’Лири (англ. Henry Joseph O'Leary; 13 августа 1879 года, Ришибакто, провинция Нью-Брансуик, Канада – 5 марта 1938 года, Эдмонтон, Канада) — пятый епископ Шарлоттауна с 29 января 1913 года по 7 сентября 1920 года, второй архиепископ Эдмонтона с 8 октября 1920 года по 5 марта 1938 года. 

## Биография
Родился в 1879 году в Ришибакто провинции Нью-Брансуик, Канада. Младший брат епископа Луиса Джеймса О’Лири. После окончания Колледжа Святого Иосифа в Мемрамкуке изучал философию и теологию в Высшей семинарии в Монреале. 21 сентября 1901 года был рукоположен в священники для служения в епархии Чатема (с 1938 года – епархия Батерста). В этом же году отбыл в Рим, где через четыре года обучения получил научные степени доктора теологии, философии и канонического права. Возвратившись на родину, служил в приходе селения Жак-Ривер (Jacquet River). С 1907 года – настоятель прихода Святейшего Сердца Иисуса в Батерсте. В 1908 году назначен генеральным викарием епархии Чатема. 
29 января  1913 года римский папа Пий X назначил его епископом Шарлоттауна. 22 мая 1913 года состоялось его рукоположение в епископы, которое совершил архиепископ Л’Акуилы и апостольский делегат Канады и Ньюфаундленда Пеллегрино Франческо Станьи в сослужении с архиепископом Галифакса Эдвардом Джозефом Маккарти и епископом Антигониша Джеймсом Моррисоном. 
Занимался строительством современного собора Святого Дунстана, освящение которого состоялось в 1919 году. В 1914 году построил новый	 сиротский приют Святого Винсента. В 1916 году основал женскую монашескую конгрегацию Сестёр святой Марты. 
10 сентября 1920 года римский папа Бенедикт V назначил его архиепископом Эдмонтона. Его преемником на кафедре Шарлоттауна стал его старший брат Луис Джеймс О’Лири.
Руководил архиепархией до своей кончины в марте 1938 года. Похоронен на кладбище Святого Иоахима в Эдмонтоне. 
Его именем названа католическая высшая школа в Эдмонтоне (построена в 1960-х годах). 